# Abortus in België

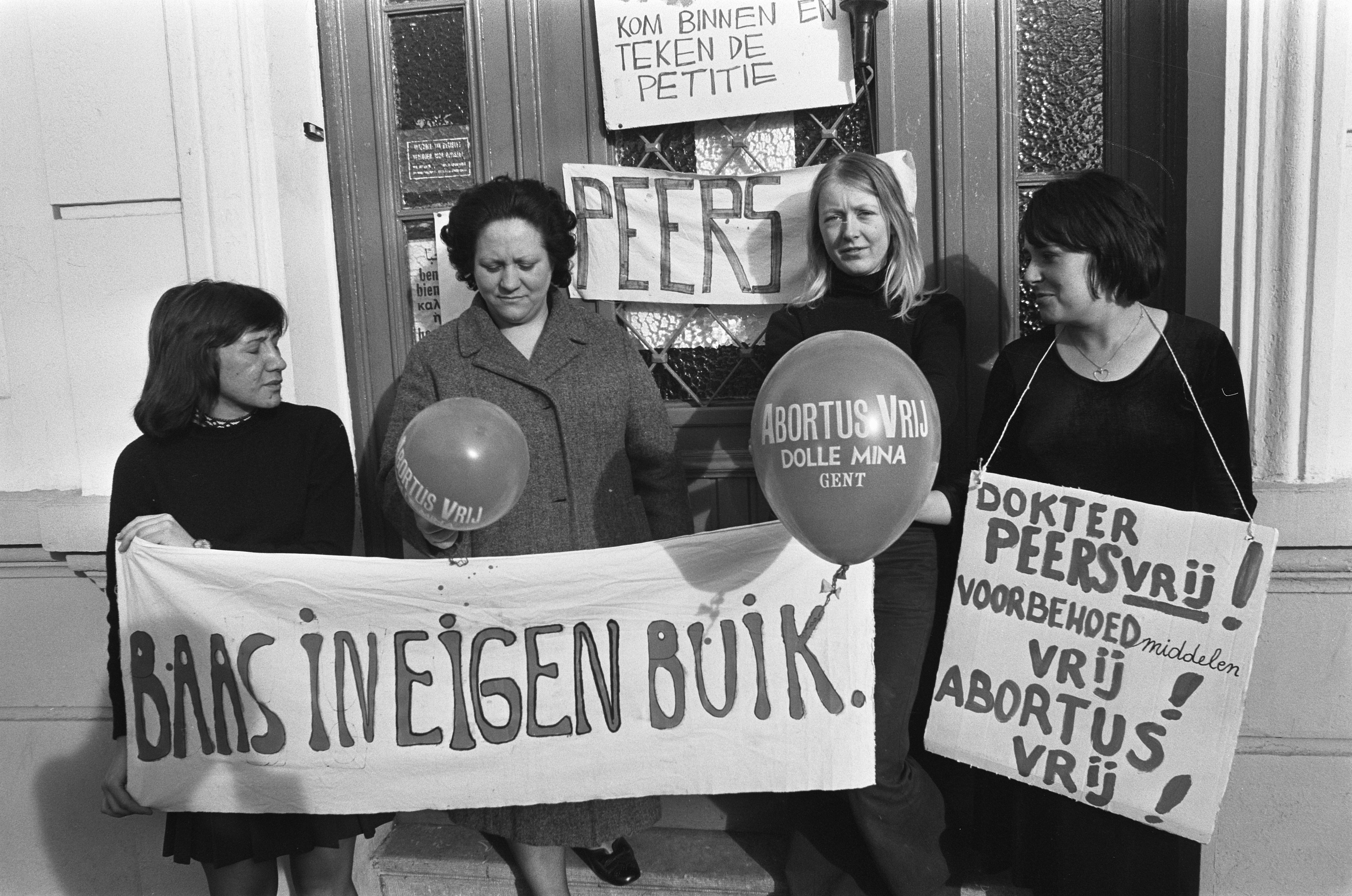
Protest in Gent in 1973 voor het recht op abortus en tegen de arrestatie van dr. Peers die abortussen had uitgevoerd.

Abortus in België is wettelijk geregeld in 1990. Abortus is in België toegestaan onder bepaalde omstandigheden tot twaalf weken na de bevruchting of bij zware gevallen.

## Wetgeving
Door de Wet betreffende de zwangerschapsafbreking van 3 april 1990 was abortus onder bepaalde voorwaarden niet meer strafbaar. De wet wijzigde artikels 348, 350, 351 en 352 van het Strafwetboek (Titel VII - Misdaden en wanbedrijven tegen de orde der familie en tegen de openbare zedelijkheid, Hoofdstuk I - Vruchtafdrijving) en hief artikel 353 op.
Via de wet van 15 oktober 2018 werd abortus provocatus uit het strafwetboek gehaald en in een aparte wet gegoten. Technisch gezien is er echter niets veranderd: abortus provocatus blijft in principe een misdrijf, behalve in de uitzonderingsgevallen.

### Afbreking voor het einde van de 12e week
Het eerste geval is wanneer de ingreep gebeurt in de periode van de eerste twaalf weken na de bevruchting en er aan de volgende voorwaarden is voldaan:
- de zwangere vrouw moet zich niet meer beroepen op de noodsituatie;
- de ingreep moet gebeuren door een arts onder medisch verantwoorde omstandigheden in een instelling voor gezondheidszorg die de zwangere vrouw inlicht over alle wetten en decreten die haar zouden kunnen helpen om haar noodsituatie op te lossen;
- de arts voert de ingreep ten vroegste zes dagen na de eerste consultatie uit;
- de arts licht de vrouw in over de medische risico's waaraan zij zich blootstelt;
- de arts moet de verschillende opvangmogelijkheden voor het kind dat geboren zal worden in herinnering brengen;
- de arts moet zich vergewissen van de vaste wil van de vrouw;

### Afbreking na de 12e week
Het tweede geval voorziet in abortus van het ongeboren kind na de 12e week tot aan de voldragen baby (gemiddeld 40e week) indien:
- het voltooien van de zwangerschap een ernstig gevaar inhoudt voor de gezondheid van de vrouw of indien vaststaat dat het kind dat geboren zal worden, zal lijden aan een uiterst zware kwaal die als ongeneeslijk wordt erkend op het ogenblik van de diagnose;
- er advies gevraagd werd aan een tweede arts;

Een arts, verpleegkundige of een lid van het paramedisch personeel kan niet verplicht worden om medewerking te verlenen aan abortus provocatus. Een huisarts/gynaecoloog die niet wil meewerken aan een abortus, is gehouden de vrouw bij haar eerste bezoek hiervan in kennis te stellen en is gehouden haar door te verwijzen naar een andere arts, een abortuscentrum of ziekenhuis die haar wel zal verzorgen.
Niemand mag verhinderen dat een ongewenst zwangere vrouw haar recht op abortus uitvoert.
De wet geeft geen omschrijving van de begrippen "uiterst zware kwaal" en "medisch verantwoorde omstandigheden" en stelt duidelijk dat de vader van het kind geen zeggenschap heeft in de beslissing om al of niet tot vruchtafdrijving over te gaan. Het is de vrouw die soeverein het begrip noodsituatie invult.

### Depenalisering

#### Actiegroepen
Al lang vroegen actiegroepen om abortus volledig uit het strafrecht te halen, in plaats van de gedeeltelijk gedepenaliseerde status die het na de wet van 3 april 1990 had. In een opiniestuk in De Morgen uit april 2016 pleitten Sylvain Peeters, de toenmalige voorzitter van de vrijzinnige koepelvereniging deMens.nu, en Peter Deconinck, professor emeritus en gewezen kinderchirurg, nog voor het vrijwaren van het recht op abortus en het uit het strafrecht halen van abortus. Op 27 januari 2017 organiseerden deMens.nu en hun Franstalige tegenhanger het Centre d'Action Laïque een colloquium rond het thema in het huis van de parlementsleden, waaraan leden van Open VLD, Groen, sp.a en hun Franstalige collega's deelnamen. DeMens.nu pleitte dat "men deze medische handeling niet mocht beschouwen als een gedeeltelijk gedepenaliseerd misdrijf, maar in termen van volksgezondheid en een non-seksistisch maatschappelijk project gebaseerd op gelijkheid" en dat "er een einde moest gesteld worden aan de stigmatisering van vrouwen door het strafrecht". In een interview met deMens.nu gaf gynaecologe en politica Marleen Temmerman te kennen dat er al langer over de partijgrenzen aan gewerkt werd, maar dat verdere wetsaanpassingen nog niet op de agenda gezet werden uit vrees van achteruit te kunnen gaan.

#### Wetsvoorstel 2018
Aan het begin van de zomer 2018 bereikten de toenmalige federale meerderheidspartijen (N-VA, Open VLD, CD&V en MR) een akkoord over een wetsvoorstel om abortus uit het Strafwetboek te halen en in een aparte wet onder te brengen. Daarin zouden de sancties wel blijven bestaan, maar zou het begrip 'noodsituatie' verdwijnen. Met betrekking tot de bedenktermijn zouden de zes dagen bij de termijn van twaalf weken kunnen gevoegd worden, en zouden deze ook komen te vervallen bij dringende medische redenen. Ook zou een arts die weigert een abortus uit te voeren verplicht worden om door te verwijzen naar een andere arts. CD&V-fractieleider Servais Verherstraeten gaf aan dat dit wetsvoorstel niet ging om een depenalisering. Het wetsvoorstel zou samen ingediend worden met een wetsvoorstel omtrent de erkenning van miskramen voor de burgerlijke stand, bedoeld om tegemoet te komen aan het psychologisch lijden dat een miskraam bij ouders veroorzaakt. Hoewel er ontkend werd dat er een formele link gelegd werd tussen het erkennen van doodgeboren kinderen en het schrappen van abortus uit het Strafwetboek, zagen sommige critici hierin een verdoken manier om het recht op abortus in te perken of te bemoeilijken.
Eerder dienden de oppositiepartijen al wetsvoorstellen in om abortus volledig uit het strafrecht te halen en in de wet op de patiëntenrechten onder te brengen. In die voorstellen zou de wettelijke termijn opgetrokken worden tot 18 weken en de bedenktermijn ingekort worden tot 48 uren, omdat zes dagen als te lang werd bevonden. Het optrekken van die termijn zou een einde moeten maken aan het zogenaamde abortustoerisme van vrouwen die langer dan 12 weken zwanger zijn maar toch nog een abortus willen. Zij weken tot nu toe vaak uit naar buurlanden als Nederland of Frankrijk, waar langere wettelijke termijnen gelden.

#### Reacties
De Belgische Bisschoppenconferentie betreurde de schrapping van abortus uit het Strafwetboek, die volgens hun ervoor zou zorgen dat abortus geen uitzondering meer zou zijn maar in de plaats een medische ingreep en een recht. Volgens hun woordvoerder Geert De Kerpel zou dit "het signaal geven dat het meest kwetsbare menselijk leven, namelijk een mens in wording, een foetus, het niet meer waard is om beschermd te worden", en "zouden vrouwen hiervan het grootste slachtoffer worden, omdat wanneer abortus slechts als een medische handeling zou worden beschouwd hun ontreddering en eenzaamheid niet meer serieus zou worden genomen".
De ziekenhuiskoepel Zorgnet-Icuro steunde het wetsvoorstel wel, omdat het "minder culpabiliserend was en aansloot bij de gangbare praktijk". Naast kritiek uit (voornamelijk katholieke) conservatieve hoek, kwam er echter ook vanuit progressieve middens kritiek op het wetsvoorstel. Onder andere Petra De Sutter, Marleen Temmerman, Meyrem Almaci, John Crombez, universiteitsrectoren, CEO's en acteurs beschouwden het voorstel als een product van "ruilhandel" omdat de sancties bleven bestaan zodra er ook maar een voorwaarde niet zou worden nageleefd. Ze wreven de meerderheidspartijen aan "te capituleren voor de meest conservatieven".

## Geschiedenis
De Wet betreffende de zwangerschapsafbreking kwam er op initiatief van de senatoren Roger Lallemand en Lucienne Herman-Michielsens en werd in beide kamers door wisselmeerderheid goedgekeurd. De goedkeuring van de wet in het parlement leidde tot de zogenaamde abortuscrisis. Koning Boudewijn had gewetensbezwaren om de wet te bekrachtigen. Om de wet tot stand te laten komen zonder koninklijke bekrachtiging werd de koning voor korte tijd in de onmogelijkheid tot regeren verklaard, waardoor de ministerraad de wet zelf bekrachtigde “in naam van het Belgische volk”. 
De regering van christendemocraten en socialisten werd in die tijd geleid door Wilfried Martens (Regering-Martens VIII) en bestond uit Philippe Moureaux, Willy Claes, Jean-Luc Dehaene, Melchior Wathelet, Hugo Schiltz, Mark Eyskens, Philippe Maystadt, Philippe Busquin, Guy Coëme, Louis Tobback, Alain Van der Biest, Luc Van den Brande, Marcel Colla en Raymond Langendries.

### Nationale evaluatiecommissie van de abortuswet
Door de wet van 13 augustus 1990 werd ook een Nationale Evaluatiecommissie opgericht om toe te zien op de praktijk. De leden van deze commissie worden benoemd door de regering uit een dubbele lijst voorgedragen door de Kamer van volksvertegenwoordigers. Zij moet om de twee jaar een verslag uitbrengen voor 31 augustus van de even jaren. De commissie behoort tot de Federale Overheidsdienst Volksgezondheid, Veiligheid van de Voedselketen en Leefmilieu en tot nu toe bracht zij verslag uit over de jaren 1992 en 1994 tot en met 2007. Het verslag voor de jaren 2006-2007 werd laattijdig gepubliceerd. Op basis van de verklaringen van de aborterende artsen, komen de volgende gegevens uit de rapporten van de evaluatiecommissie naar voren:
- Het aantal geregistreerde abortussen is in België gestaag gestegen van 10380 in het jaar 1993 naar 15595 in 2003, 17314 in 2005, 18033 in 2007 en 19578 in 2011.[18] Ook het percentage van het aantal zwangerschappen dat met een abortus wordt beëindigd, stijgt gestaag: daar waar in 2000 één op de 9 zwangerschappen eindigde met een abortus, is dit in 2007 één op de 7.
- De drie meest aangehaalde noodsituaties zijn:

1. Momenteel geen kinderwens.
2. De vrouw voelt zich te jong.
3. Voltooid gezin. (Gesteld ideaal kindertal bereikt.)

- Het grootste percentage abortussen wordt uitgevoerd op zwangere vrouwen in de leeftijdsklasse van 20 tot 24 jaar.
- De drie meest voorkomende abortustechnieken zijn:

1. Zuigcurettage, ook wel vacuümaspiratie genoemd (77 tot 80%)
2. De abortuspil (mifepristone) (12%)
3. Curettage (8 à 10%).

- 77 tot 79% van de abortussen worden uitgevoerd in abortusklinieken.
- 0,8% van de abortussen geven aanleiding tot complicaties bij de zwangere vrouw.
- Het verslag van de commissie maakt geen gewag van de ouderdom van de geaborteerde foetussen.

Al sinds 2012 zijn er echter geen statistieken meer gepubliceerd door de commissie, omdat men er niet in slaagde om ze samen te stellen. Als reden werden de strikte wettelijke voorwaarden waaraan de leden van de commissie moeten voldoen aangehaald. Die vereisen dat de zestien leden bestaan uit zeven mannen en negen vrouwen, waarvan er acht arts en vier ofwel advocaat ofwel professor in de rechten aan een Belgische universiteit moeten zijn. Van de acht leden die arts zijn moeten minstens vier ook professor in de geneeskunde zijn aan een Belgische universiteit. Verder moeten vier van de leden afkomstig zijn uit organisaties die zich bezig houden met het begeleiden van vrouwen in een noodsituatie. Ten slotte moet er ook rekening gehouden worden met de taalpariteit, wat wil zeggen dat acht leden Nederlandstalig en acht leden Franstalig moeten zijn. Eind april 2018 gaf minister van Volksgezondheid Maggie De Block aan dat de ministerraad opnieuw een commissie zou benoemen zodat er weer statistieken zouden zijn. Volgens Carine Vrancken, voorzitster van de vzw Luna (de vereniging van Nederlandstalige abortuscentra), zouden de cijfers geen verrassingen bevatten omdat ze voor de Nederlandstalige abortuscentra al jaren ongeveer gelijk bleven.
De wet van 15 oktober 2018 wijzigde sinds lange tijd nog eens enkele bepalingen met betrekking tot abortus in België. Met ingang van 8 november 2018 werd abortus bijvoorbeeld uit het Belgisch Strafwetboek gehaald. Het gaat echter om een symbolische actie: hoewel het niet meer wordt aanzien als een misdrijf tegen de orde der familie en de openbare zedelijkheid, blijft het wel gewoon strafbaar. Ook de klassieke termijnen voor zwangerschapsafbreking blijven gewoon gelden. Toch houdt de wet een versteviging van de abortuswetgeving in. 
Enerzijds verplicht de wet artsen die niet aan de abortus mee willen werken, de contactgegevens van een andere arts of een centrum voor zwangerschapsafbreking mee te delen. Vroeger moest de arts enkel aangeven niet mee te willen werken aan de abortus. Hoewel een arts nog steeds het uitvoeren van een abortus mag weigeren, is hij dus wel verplicht om aan de doorsturing mee te werken. 
Hiernaast heeft de wetgever het belemmeren van de toegang tot abortusinstellingen strafrechtelijk ingeschreven. Wie een zwangere vrouw de toegang tot de abortusinstelling afneemt, riskeert nu een gevangenisstraf van een jaar en een geldboete van 500 euro. Dit is bijzonder: het belemmeren van de toegang tot de abortusinstelling levert nu eenzelfde strafrechtelijke sanctie op als een illegale abortus.